# Ponte Deva

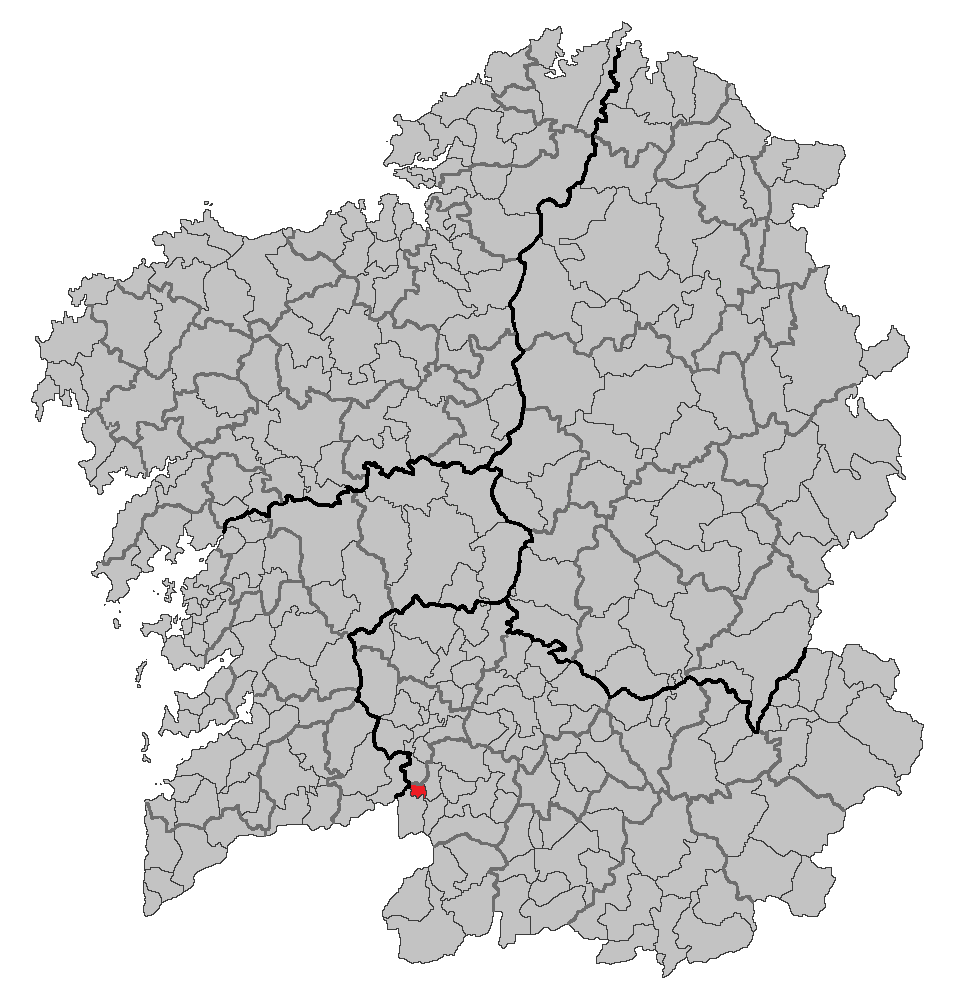
Localização de Ponte Deva na Galiza

Ponte Deva (Pontedeva; em espanhol, Puentedeva) é um município da Espanha na província 
de Ourense, 
comunidade autónoma da Galiza, de área 9,86 km² com 
população de 723 habitantes (2007) e densidade populacional de 64,96 hab/km².

## Demografia
| Variação demográfica do município entre 1991 e 2004 | Variação demográfica do município entre 1991 e 2004 | Variação demográfica do município entre 1991 e 2004 | Variação demográfica do município entre 1991 e 2004 |
| --------------------------------------------------- | --------------------------------------------------- | --------------------------------------------------- | --------------------------------------------------- |
| 1991                                                | 1996                                                | 2001                                                | 2004                                                |
| 862                                                 | 807                                                 | 679                                                 | 647                                                 |